# Gulonggang (köpinghuvudort i Kina, Jiangxi Sheng, lat 26,45, long 115,70)
Gulonggang är en köpinghuvudort i Kina. Den ligger i provinsen Jiangxi, i den sydöstra delen av landet, omkring 250 kilometer söder om provinshuvudstaden Nanchang. Antalet invånare är 34 573. Befolkningen består av 16 796 kvinnor och 17 777 män. Barn under 15 år utgör 28,0 %, vuxna 15-64 år 62 %, och äldre över 65 år 9,0 %.
Runt Gulonggang är det tätbefolkat, med 257 invånare per kvadratkilometer. Närmaste större samhälle är Laicun, 16,5 km sydost om Gulonggang. I omgivningarna runt Gulonggang växer huvudsakligen savannskog.
Genomsnittlig årsnederbörd är 2 051 millimeter. Den regnigaste månaden är maj, med i genomsnitt 345 mm nederbörd, och den torraste är oktober, med 23 mm nederbörd.